# Cerrado

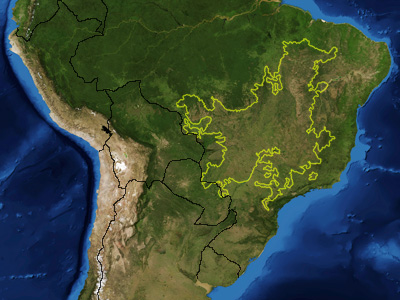
Cerrado na mapě Jižní Ameriky

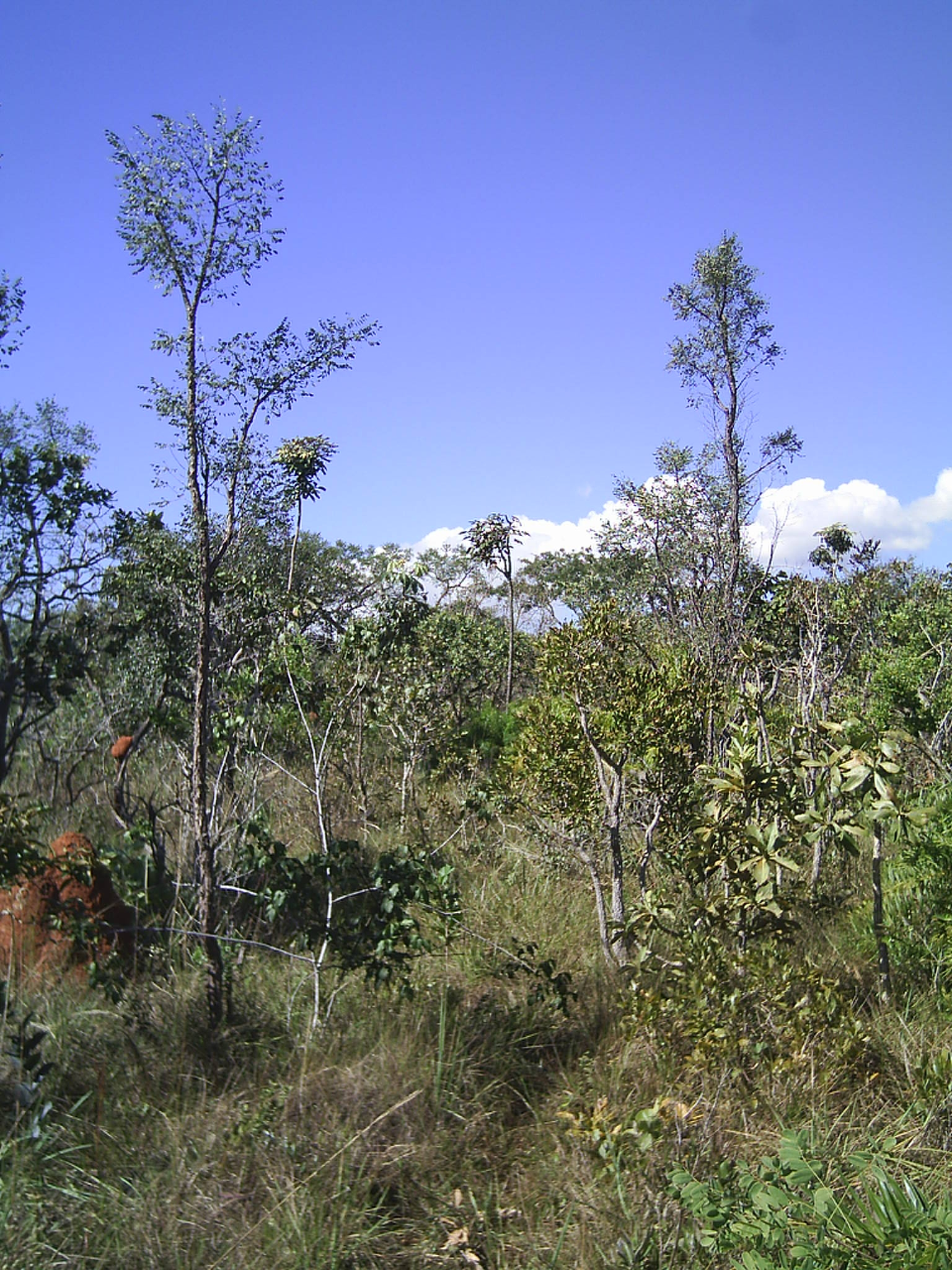
Vegetace Cerrado

Cerrado [sɨ.ˈʁa.du]IPA je druhý největší biom Jižní Ameriky (hned po Amazonií) nacházející se v Brazílii. Je jedním z největších komplexů savan a lesů na světě s obrovskou druhovou bohatosti flory a fauny. Jeho velikost je okolo 2 mil. km² a zabírá přibližně 21 % plochy Brazílie, v porovnání je to téměř polovina rozlohy Evropské unie. Název Cerrado pochází ze starého portugalského výrazu pro „zavřený“ nebo „hustý“, který se používal pro místa, která lze jen obtížně projíždět koňmo.

## Situace

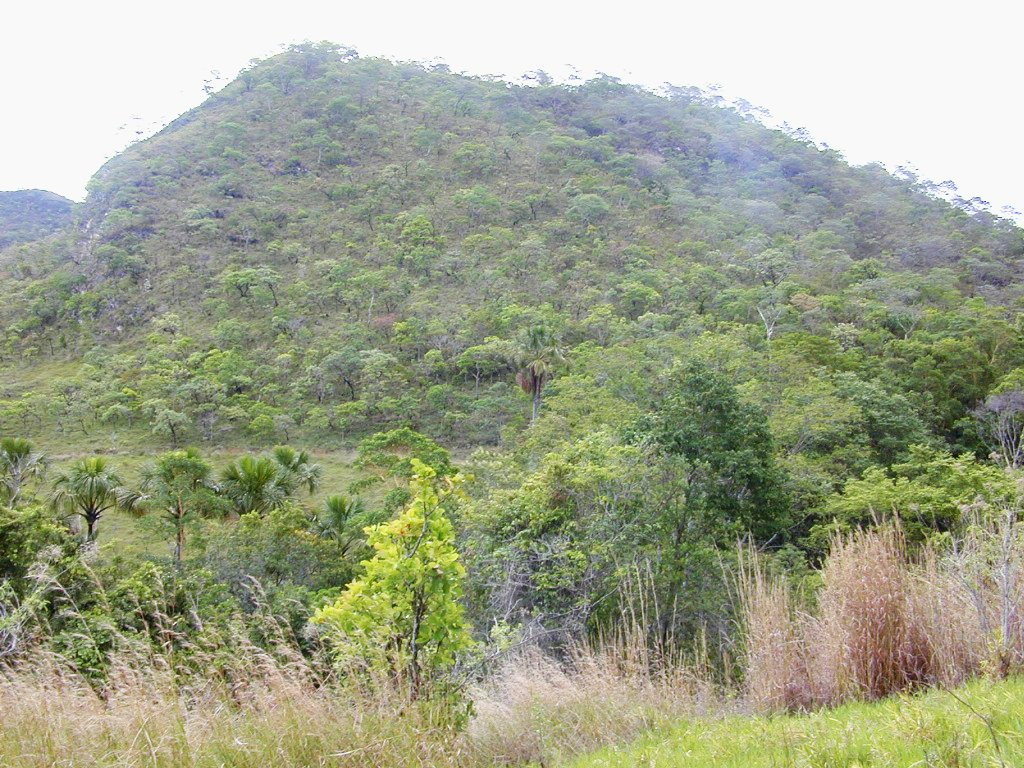
Krajina Cerrado

Zasahuje na území mnoha federativních států Brazílie: Distrito Federal (100 %), Goiás (97 %), Tocantins (91 %), Maranhão (65 %), Mato Grosso do Sul (61 %), Minas Gerais (57 %) a částečně do států Bahia, Mato Grosso, Paraná, Piauí a São Paulo. Jeho poloha je téměř totožná s náhorní plošinou v centrální Brazílii oddělující tři rozlehlé vodní systémy řek Amazonka, Paraná/Paraguay a São Francisco. Vytváří poměrně suchý koridor spojující dvě ještě sušší oblasti, na severovýchodě Brazílie Caatinga a na jihozápadě Chaco v Paraguayi, Bolívii a Argentině. Odděluje dvě největší jihoamerické oblasti vlhkého tropického lesa, amazonský prales na západě a severozápadě a Atlantický les na východě a jihovýchodě.
Rozdíly v nadmořských výškách různých částí Cerrada jsou poměrně velké: od hladiny moře po 2000 m (vrchol Pico do Sol 2070 m v Serra da Caraça); přitom jen asi 10 % leží od 900 m n. výše. Průměrné roční teploty jsou podle místa od 18 °C do 28 °C a dešťové srážky jsou také rozděleny nestejnoměrně. V mnoha oblastech v tamním létě (v říjnu až dubnu), kdy je období dešťů, naprší od 800 do 1600 mm a během zimy (období sucha od dubna do září) nastanou veliká sucha, která jsou také hlavní příčinou vzniku tamní specifické flory. Většina málo úrodné půdy je dystrofická s nízkým pH (4,3 až 6,2), nedostatkem vápníku, hořčíku, fosforu, draslíku, organické hmoty a naopak s nadbytkem hliníku. Je převážně dobře odvodněná a ne často se vyskytují údolí bohatá na vysokou spodní vodu.

## Vegetace
Stromy i keře mají typické rysy savan zachvacovaných požáry. Jsou dobře uzpůsobeny častým požárům i dlouhým suchým obdobím. Jsou nízké, zkroucené, s ohni odolnou kůrou často silně zkorkovatělou. List mívají tlustou pokožku, hluboké průduchy, jsou tuhé, často mají silicifikovanou tkáň. Hluboké kořenové systémy mají mnoho spících pupenů, ze kterých opětovně rostliny raší a rychle regenerují. Letniček tam vyrůstá málo, předpokládá se, že ze všech rostlin asi 6 %.
V průběhu teplých letních měsíců za dešťů se vše zazelená. S nástupem zimy a sucha nejdříve zežloutne tráva a pak postupně žloutnou a opadávají listy keřů a stromů, některé jsou bez listů dříve, jiné je shazují později a některé vůbec ne.
Oblasti Cerrado mají podle hustoty a typu vegetace svá pojmenování. Pro suché louky bez keřů se používá pojmenování „campo limpo“. Oblast luk s řídce rozptýlenými keři se nazývá „campo sujo“. Pro louky rozptýleně porostlé keři a stromy se užívá název „campo cerrado“. Další fáze s ještě slušnou bylinnou vegetací ale již dominujícími keři a stromy vysokými 3 až 8 m, kdy jejich zápoj je aspoň 30 %, se jmenuje „cerrado“. Poslední etapa, kde již vyrůstají stromy vysoké nad 8 m a jejich zápoj je nad 50 %, je pojmenována „cerradão“. Soudí se, že v oblastech s málo úrodnou půdou a nízkými dešťovými srážkami (a řídce se opakujícími požáry) může být cerradão vrcholnou etapou vývoje Cerrado.
Cerrado není jen suchá vyprahlá savana, ale jsou tam i oblasti pravidelně více či méně vlhké, ve kterých vyrůstají poměrně husté lesy obývané mnohými živočichy.

### Opadavé a poloopadavé lesy
V Cerrado se na místech s hlubokou půdou a přiměřeně zásobovaných vodou vyskytují rozsáhlé opadavé a poloopadavé lesy. Tyto oblasti jsou hlavně na aluviálních sedimentech a v údolích s rozrušenými minerálními horninami (půdy jsou tam také obzvláště vhodné pro zemědělství a proto jsou tamní lesy často systematicky likvidovány). Opadavé lesy rostou v sušších oblastech na hranicích s biomy Caatinga a Chaco a jako indikační druhy se tam vyskytují: Anadenanthera colubrina, Aspidosperma subincanum, Dilodendron bipinnatum, Dipteryx alata, Handroanthus impetiginosus a Myracrodruon urundeuva. Poloopadavé lesy rostoucí v převážné střední části Cerrado jsou druhově bohatší, tvoří křižovatku mezi suchými opadavými lesy, lužními lesy a deštnými pralesy v okolí Cerrado.

### Lužní lesy
Téměř všechny vodní toky jsou v Cerrado lemovány stále zelenými lužními lesy (asi 10 % z celkové rozlohy), které mají i přes dlouhá suchá období zajištěnou dostatečnou vláhu. Klíčovým faktorem pro jejích výskyt je hluboká půda a celoroční, vysoká hladina spodní vody. V okolí řek a potoků mohou být i bažinaté oblasti, pro které jsou charakteristickými druhy: Calophyllum brasiliense, Hedyosmum brasiliense, Magnolia ovata, Richeria grandi a Xylopia emarginata. Na „jen“ mokrých půdách rostou hlavně: Endlicheria paniculata, Hieronyma alchorneoides, Protium spruceanum a Pseudolmedia laevigata. Na sezónně zaplavovaných místech se nejčastěji vyskytují: Ficus obtusiuscula, Inga vera a Salix humboldtiana. Hojného světla na přechodech lesů a luk využívají: Callisthene major, Lamanonia ternata, Piptocarpha macropoda a Vochysia tucanorum, stinná stanoviště naopak vyhledávají: Cheiloclinium cognatum a Siparuna guinensis. V tamních lužních lesích se hojně vyskytují univerzalisté rostoucí i v opadavých lesích nebo na loukách: Casearia sylvestris, Copaifera langsdorffii, Hymenaea courbaril, Protium heptaphyllum, Schefflera morototoni, Tapirira guianensis, Tapirira obtusa a Virola sebifera.
V lužních lesích vyrůstají druhy stromů a keřů odlišné od zbytku Cerrado a jejich rozmanitost je velmi vysoká, ještě větší než v ostatních částech, není ale ještě spolehlivě prošetřena. Je zjištěno, že lužní lesy na severu a západě jsou silně příbuzné s amazonským deštným pralesem zatímco ty ve středu a na jihu mají afinitu se stále zelenými a opadavými lesy na jihovýchodě.

### Travnaté porosty

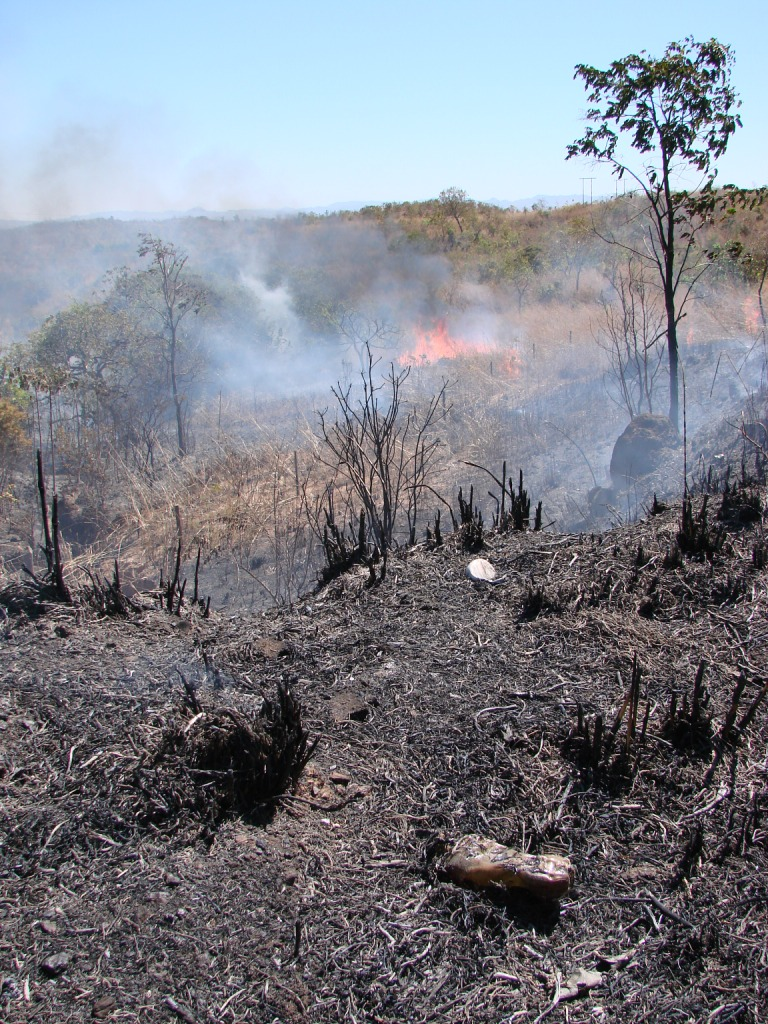
Požár v Cerrado

V okolí velkých řek se vyskytují též trvalé lužní porosty mající zajištěnou trvalo vlhkost a mnohdy bývající i pravidelně dlouhodobě zaplavovány. Výše položené pastviny (campo rupestre) sahající až na vrcholky náhorních plošin jsou v podstatě jen sezónní travnaté porosty, které mají skladbu rostlin uzpůsobenou silnému přísunu vody v období dešťů a extrémnímu nedostatku vlhkosti v období sucha.

## Biologická rozmanitost

### Flora
Rozmanitost rostlinstva v Cerrado je překvapující. Neúplný seznam stromů a vyšších keřů z roku 1977 udává 774 druhů patřících do 261 rodů, z nichž je 336 druhů (43 %) endemických. Další sčítání z roku 1999 již uvádí 973 druhů z 337 rodů a dosud nebyla celá oblast spolehlivě prověřena. Nejrozšířenější jsou rostliny z čeledí bobovitých (153 druhů), malpighiovitých (43 druhů), myrtovitých, (43 druhů), melastomatovitých (32 druhů) a mořenovitých (30 druhů). V mnoha oblastech přesvědčivě dominuje čeleď Vochysiaceae se 23 druhy stromů. Nejvíce se vyskytujícími rody jsou Byrsonima (22 druhů, malpighiovité) a Myrcia (18 druhů, myrtovité). Nejrozšířenější dřevinou je Qualea grandiflora z čeledě Vochysiaceae. Extrémní rozmanitost zde činí až 150 druhů na 1 ha, obecně je však mnohem nižší, nejnižší zjištěná je 10 druhů. Údaje se týkají prostorů mimo stále zelených lužních lesů.
Počet druhů rostlin rostoucích v přízemní vrstvě Cerrado, tj. bylin a drobných keříků, je ještě mnohem větší a není dosud na tak rozsáhlé ploše spolehlivě kvantifikován. Odhaduje se, že celkový počet rostlinných druhů se blíží k 10 000 (dosud je katalogizováno více než 6500) a mnohé z nich jsou endemické.

### Fauna
Zvláštním aspektem biologické rozmanitosti Cerrado je ztráta velkých savců. Velcí býložravci byli zlikvidováni v důsledku převahy severoamerické fauny, která na toto území přešla přes Panamskou šíji asi před 3 milióny let v pozdním pliocénu. Jediné zachované zbytky původních savců jsou: různí hlodavci (Rodentia), chudozubí (Xenarthra), ploskonosí (Platyrrhini) a vačice (Didelphimorphia). Znovuzavedení spásání flory spuštěním chovu dobytka a koní pomalu obnovuje stav, který panoval před spojením obou Amerik.

Cerrado obývá asi přes 190 druhů savců, z těch větších to jsou: jaguár americký, puma americká, jelenec pampový, mravenečník velký, ocelot velký, pásovec velký, pes hřivnatý a tapír jihoamerický. Dále lze tam spatřit asi 600 druhů ptáků, přes 220 plazů a 180 obojživelníků. Přestože je tato oblast považována za poměrně suchou, v několika mohutných řekách žije asi 800 druhů sladkovodních ryb. 

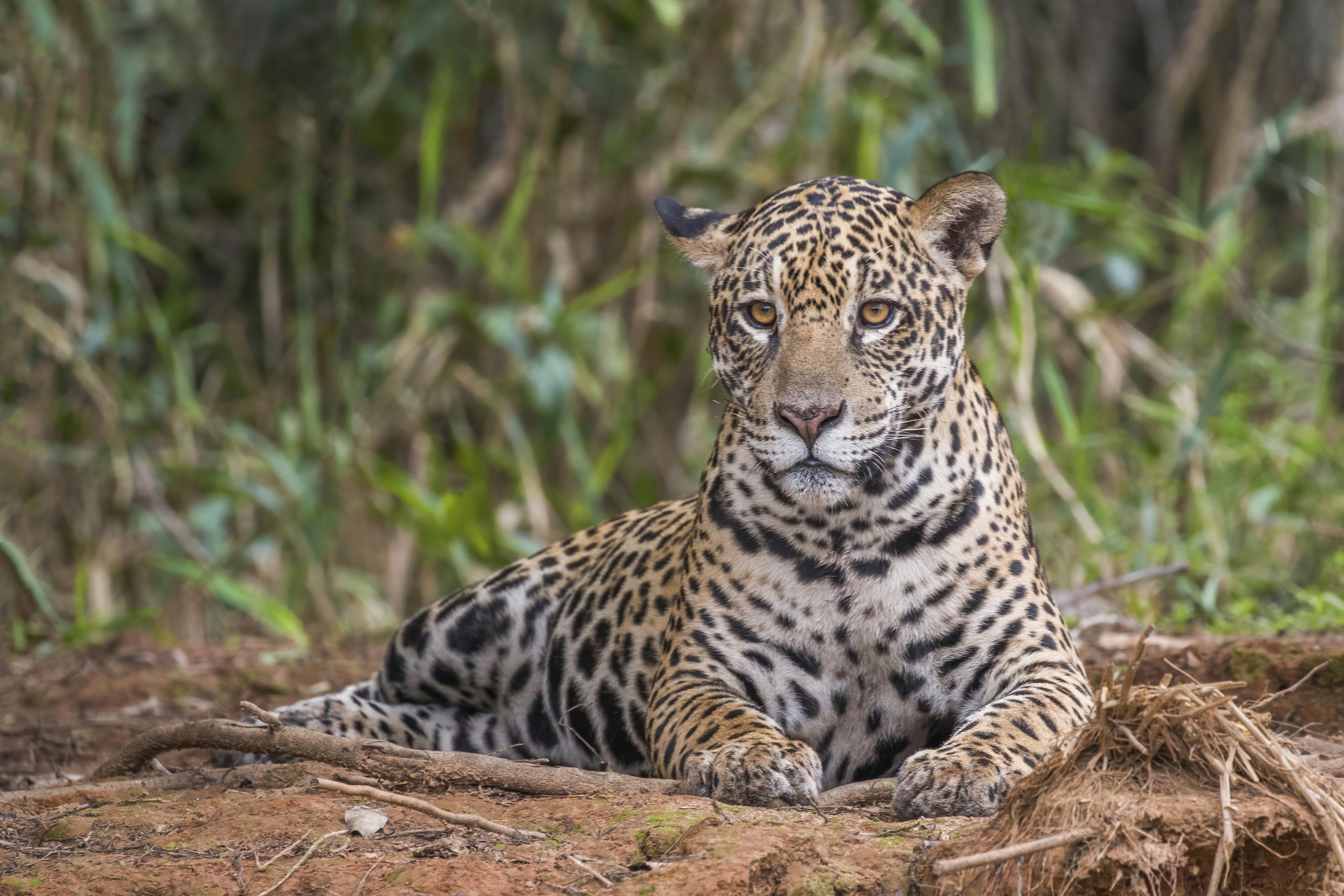
Jaguár americký
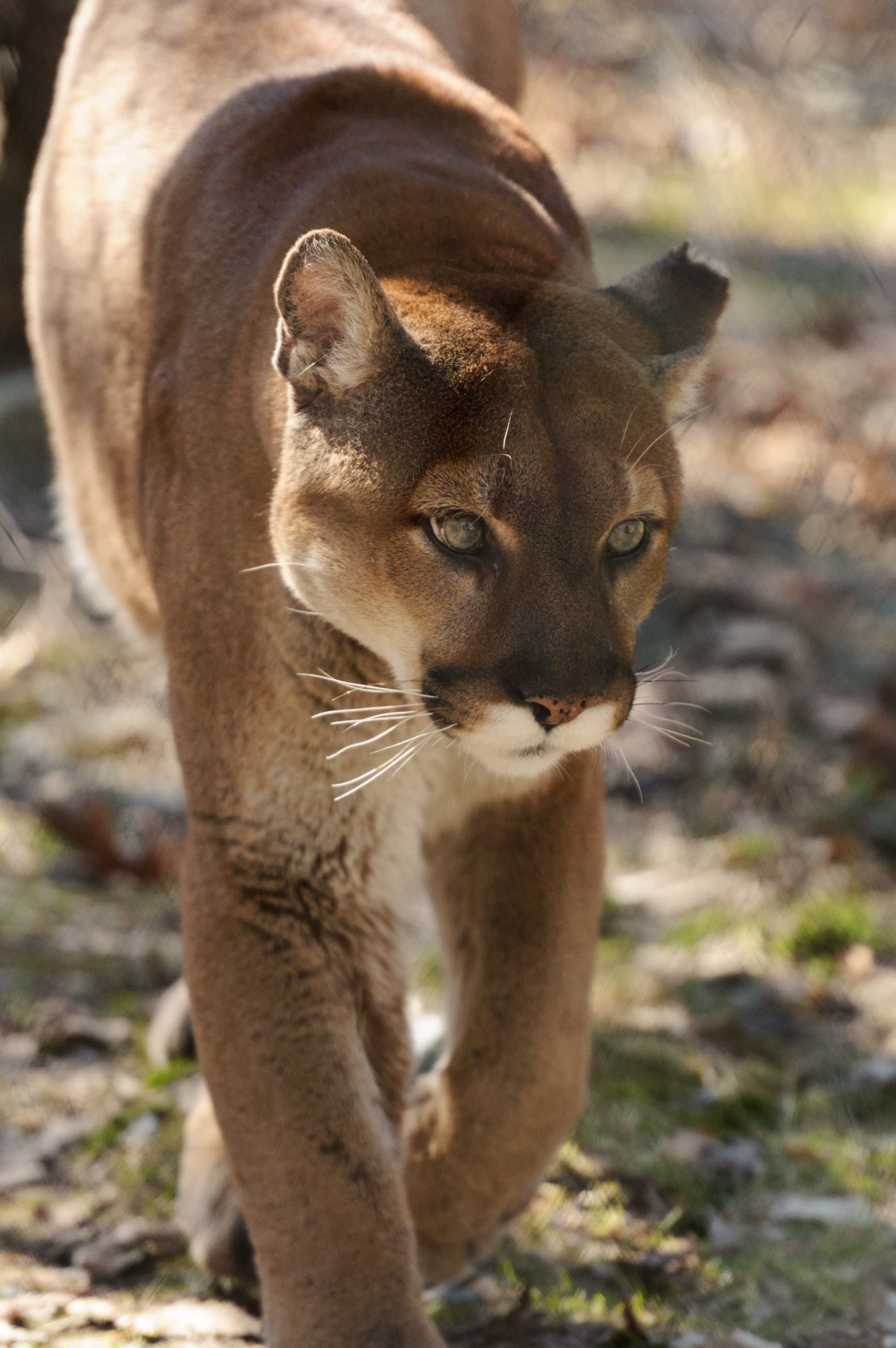
Puma americká
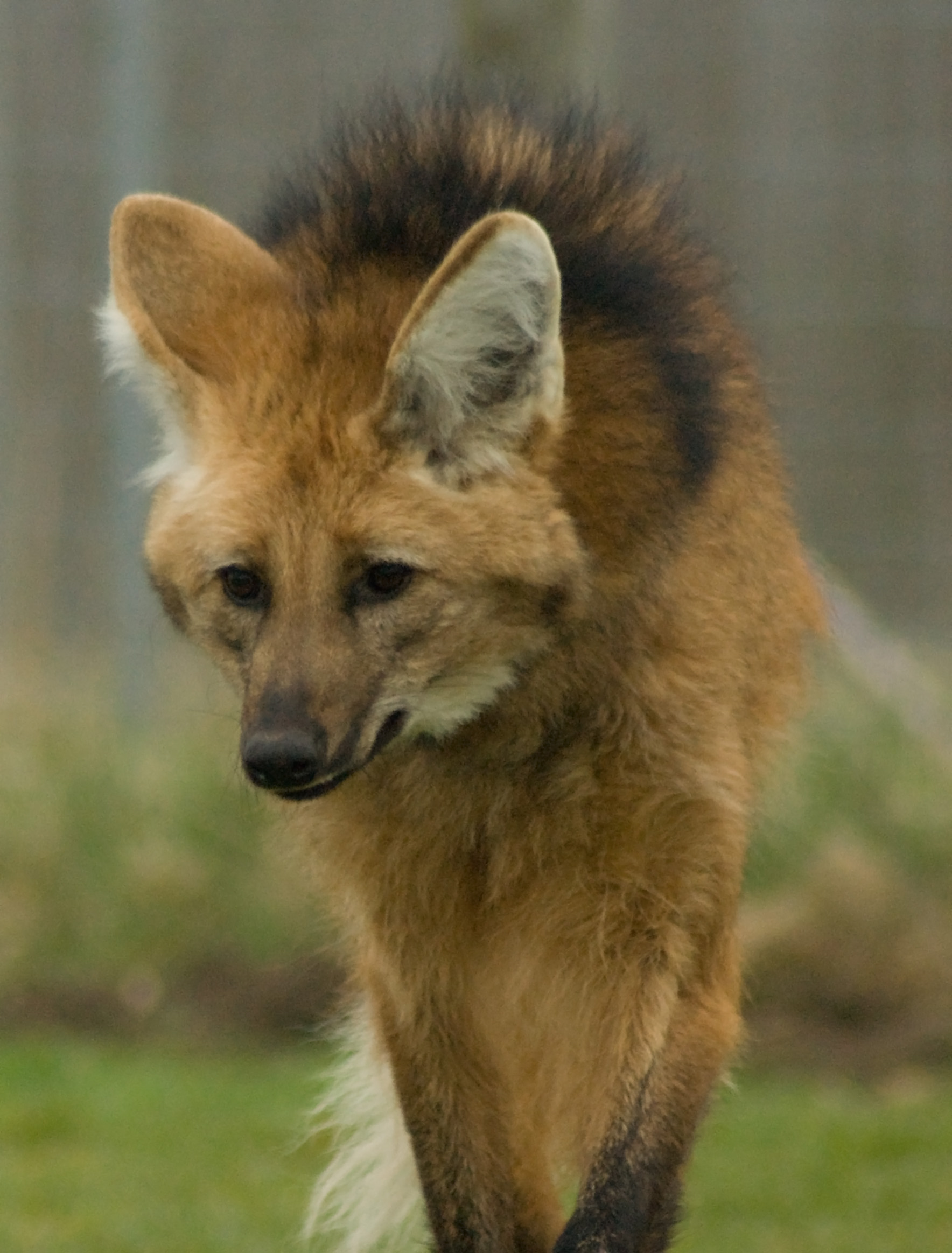
Pes hřivnatý
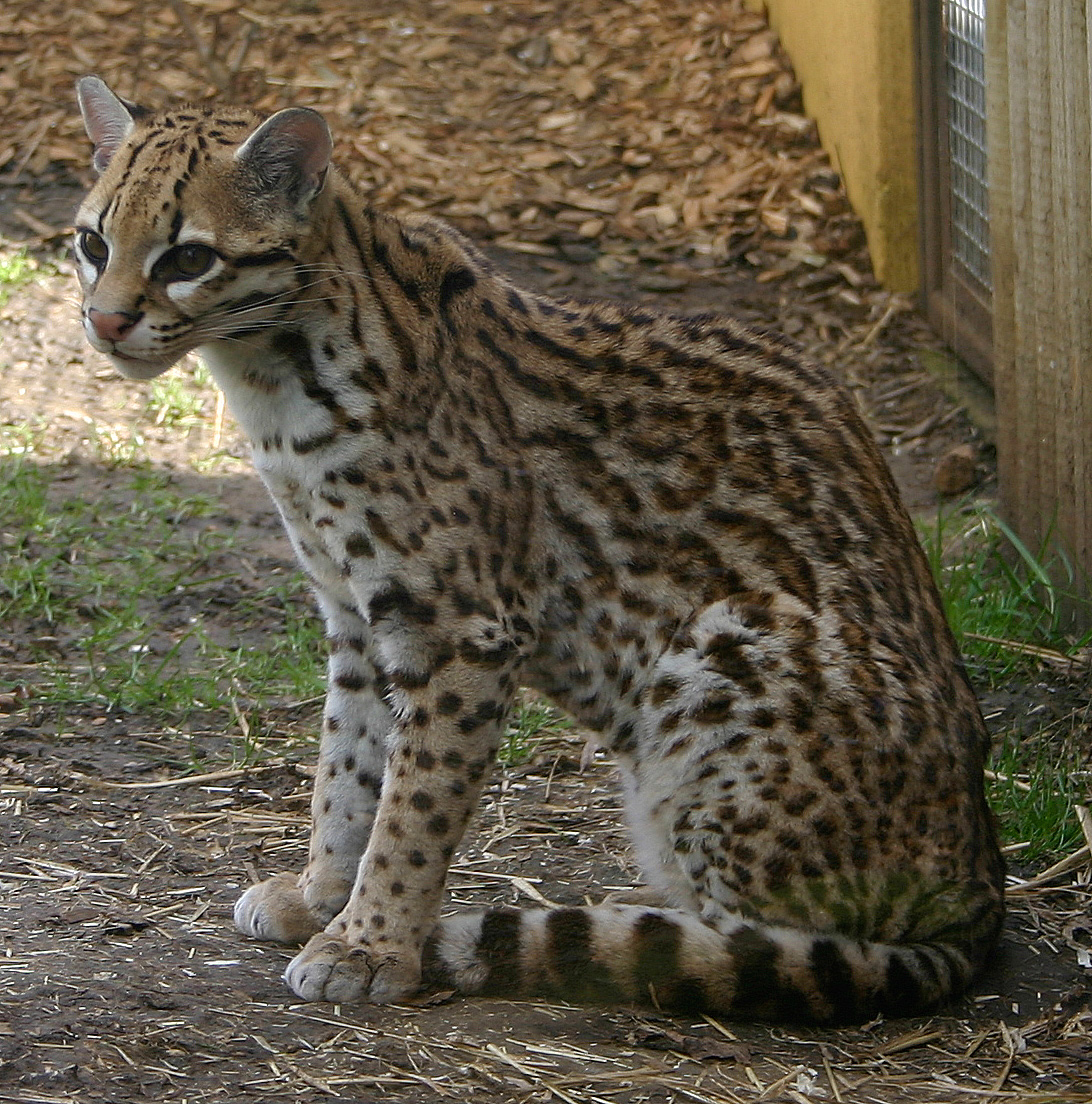
Ocelot velký
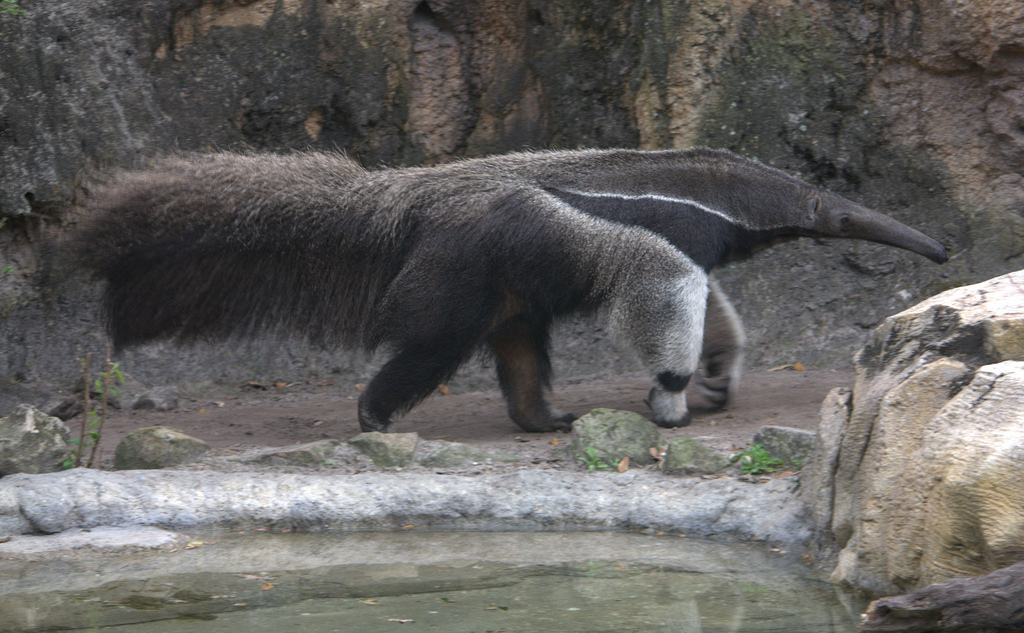
Mravenečník velký
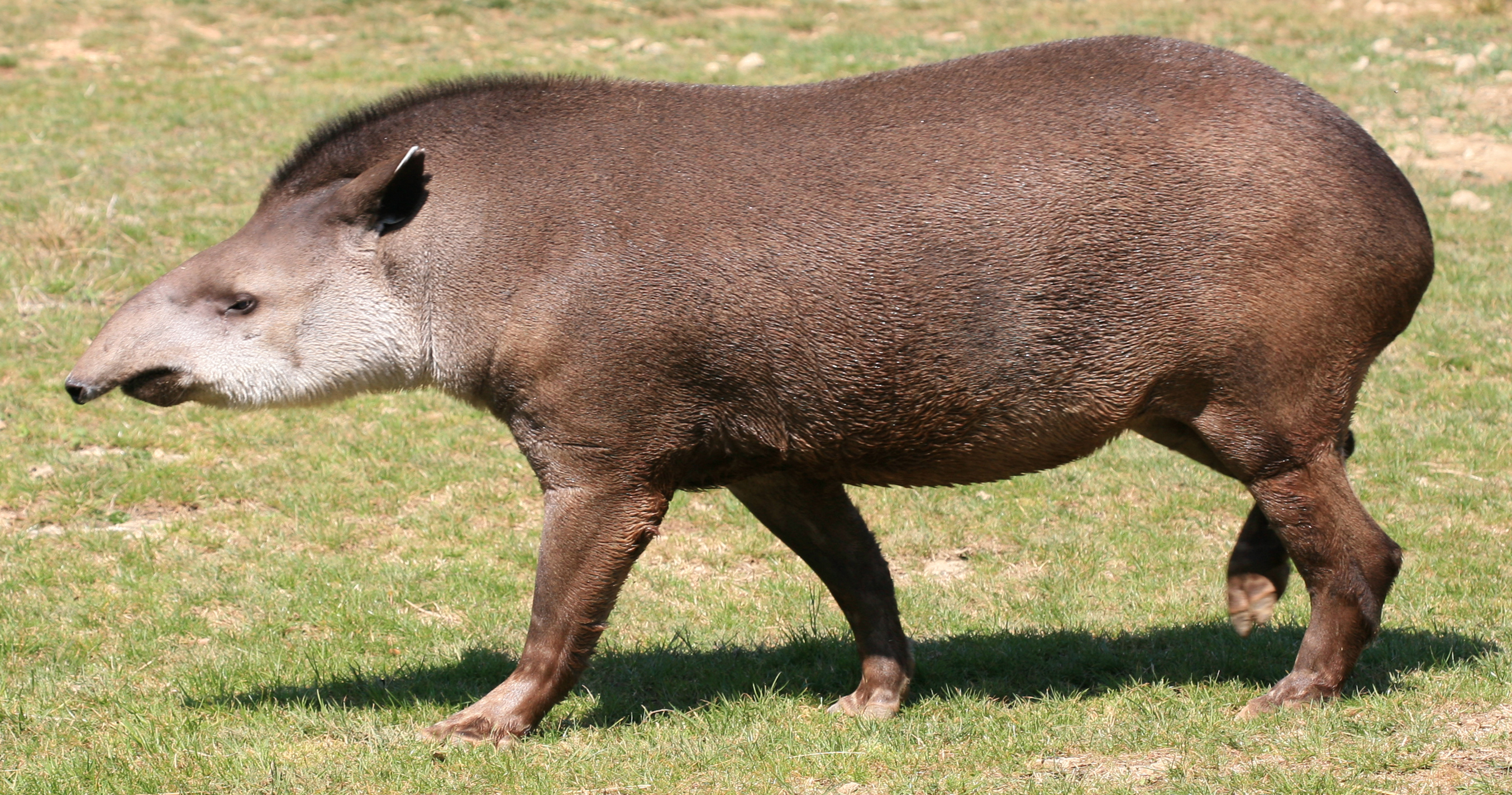
Tapír jihoamerický

## Historie

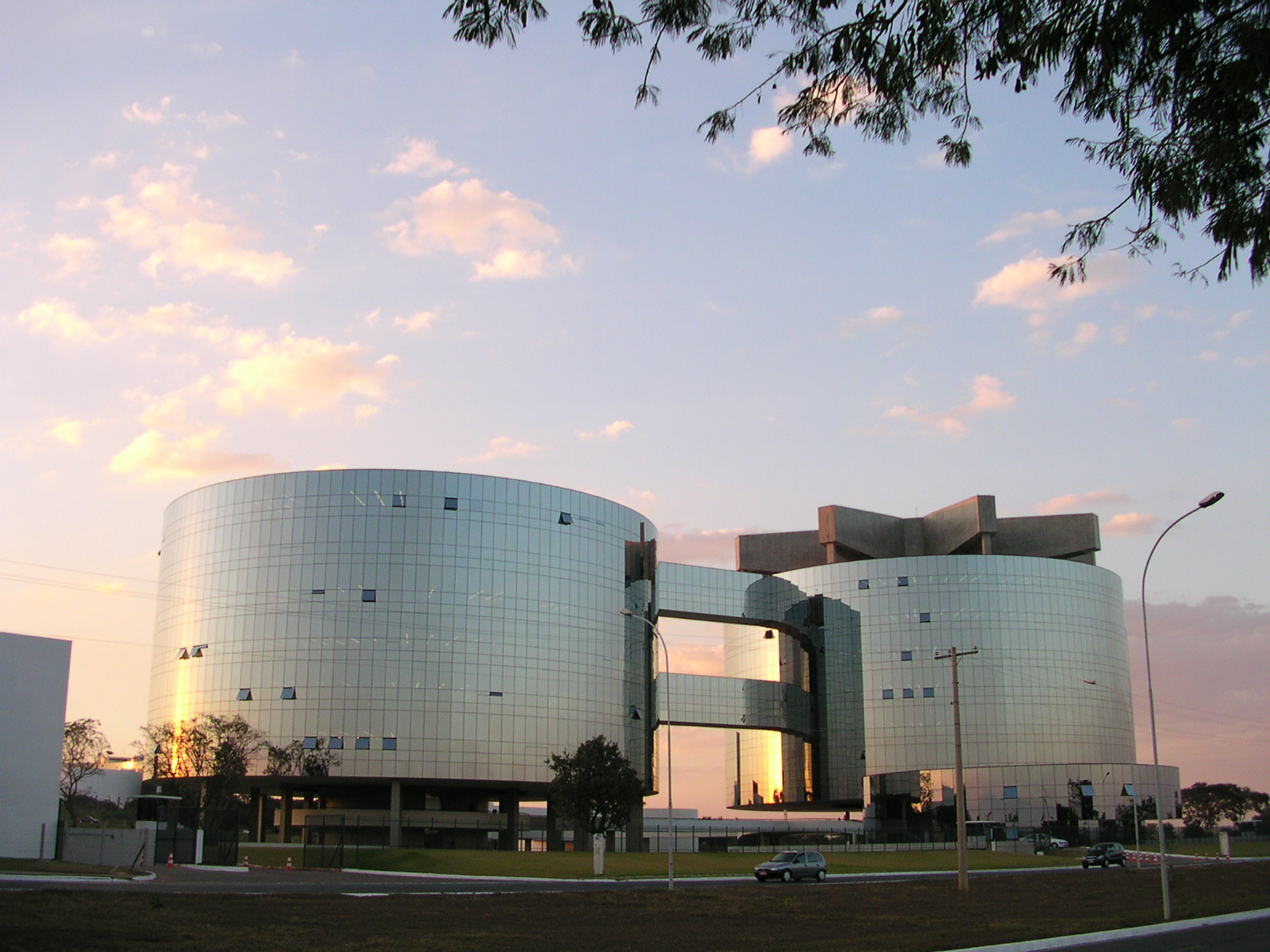
I zde bylo Cerrado, nyní generální prokuratura

Na území Cerrada žije lidská populace již po více než 10 000 let, od prvních lovců a sběračů až po drobné zemědělce, tito neměli žádný podstatný vliv na integritu ekosystému stejně jako počátky portugalské kolonizace soustředěné na atlantické pobřeží. V oblasti dosud je asi 38 etnických skupin původního obyvatelstva v celkovém počtu asi 45 000 osob, jsou to národy a nárůdky: Bororo, Canela, Karajá, Kayapó, Krahô, Quilombola, Xavante, Xerente a další, kteří používají okolo 300 druhů tamní flory jako potraviny, léky nebo suroviny pro řemeslné výrobky.
První příchod nových osadníků začal až v 18. století, byli to hledači zlata a drahých kamenů. Vznikaly první cesty a železnice, které otevřely možnosti pro rozvoj chovu dobytka. Rančerství, které zůstalo hlavní hospodářskou aktivitou až do poloviny 20. století, mělo negativní vliv na ekosystém stejně jako postupně přibývající rostlinná výroba. Postupně s výstavbou nového hlavního města Brazílie Brasília ve státě Goiás v jádru Cerrado začaly vznikat megaprojekty silnic a vodních elektráren, které byly nutné pro nebývalý vzrůst počtu obyvatel a následné rozšiřování zemědělství i průmyslu.

## Zemědělství
Rozlehlé plochy s hlubokou a úrodnou zeminou byly přeměněny na ornou půdou a stromy v neúrodných oblastech byly vykáceny. V roce 2000 pocházelo z Cerrado 35 % rostlinné produkce Brazílie, např. 60 % sóji a 25 % obilovin, chová se tam asi 40 miliónů kusů dobytka.
Původně se lidé domnívali, že cerrado je nevyužitelné pro zemědělství z důvodu velké kyselosti a hlinitosti půdy. V 60. letech ovšem výzkumníci z brazilské agentury Embrapa (Empresa Brasileira de Pesquisa Agropecuária, Brazilská společnost pro zemědělský výzkum) objevili, že ji lze zúrodnit přidáním vhodného množství fosforu a vápna. Výzkumníci také vyvinuli tropické odrůdy sóji, do té doby rostliny mírného pásu.
Díky tomu bylo dosaženo obrovského pokroku a rozvoje brazilského zemědělství. Dnes Cerrado produkuje 70% brazilského skotu a díky zavlažování a výše zmíněným technikám úpravy půdy je také významným producentem sóji, kukuřice, rýže a kávy. Dále je produkována celulóza používaná k výrobě papíru.
Laureát Nobelovy ceny míru Norman Borlaug popsal Cerrado jako poslední nevyužitou plochu úrodné zemědělské půdy na světě. V roce 2006 byla třem mužům, kteří se na zúrodnění cerrada podíleli, udělena World Food Prize, kterou založil právě Borlaug. Byli to Alysson Paolinelli, bývalý brazilský ministr zemědělství a výzkumníci půd Edson Lobato z Brazílie a A. Colin McClung z USA.
Celkem 37,3 % Cerrada bylo zcela přeměněno na hospodářskou krajinu, zatímco 41,4 % je používáno pro chov dobytka a produkci dřevěného uhlí. Odhaduje se, že zůstalo neporušeno pouze 432,814 km² (21,3 %) původní vegetace.
Zemědělství, jako pěstování sóji, však ohrožuje místní druhovou rozmanitost.

## Ochrana
Navzdory své velikosti a významné biologické rozmanitost je toto území jen málo zastoupeno v jinak rozsáhlé brazilské soustavě chráněných území, je tam zařazeno asi jen 168 tis. km² (8 % rozlohy), k tomu je možno připočíst ještě asi 90 tis. km² (4,5 %) domorodých území, ve kterých platí částečná ochrana krajiny.
Nejdůležitější chráněná území jsou: národní park Emas, národní park Chapada dos Guimarães, národní park Chapada dos Veadeiros, státní park Jalapão, národní park Nascentes do Parnaíba a národní park Serra da Canastra.